# Gargara luconica
Gargara luconica är en insektsart som beskrevs av Leon Fairmaire. Gargara luconica ingår i släktet Gargara och familjen hornstritar. Inga underarter finns listade i Catalogue of Life.